# Abelprijs

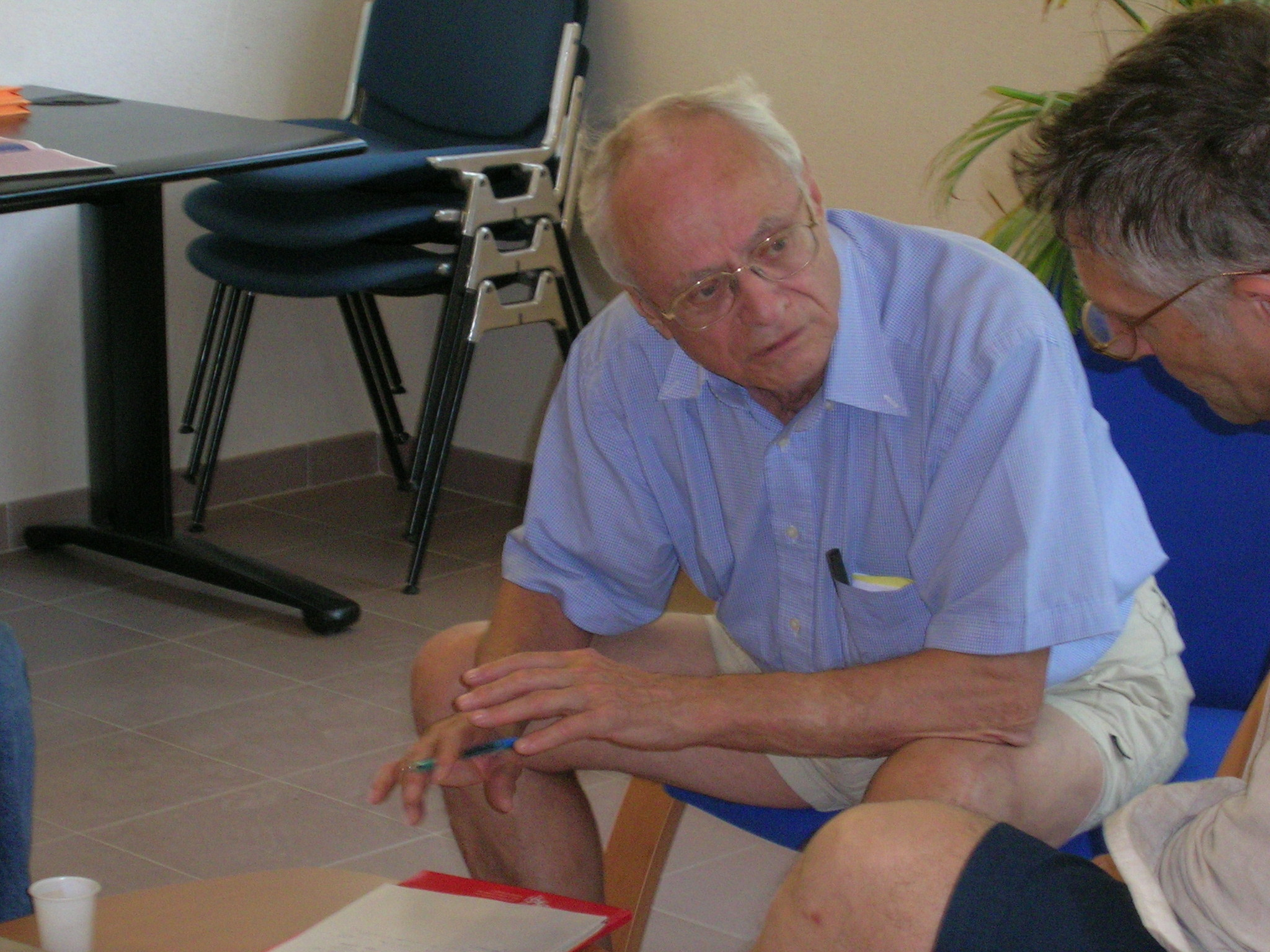
Winnaar Jean-Pierre Serre

De Abelprijs is een prijs die sinds 2003 jaarlijks door de koning van Noorwegen wordt toegekend aan een zeer verdienstelijk wiskundige. 

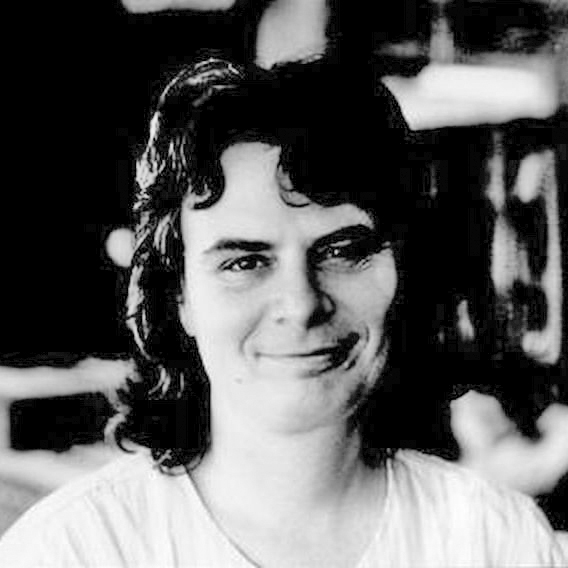
Karen Uhlenbeck, de eerste vrouw die de Abelprijs won in 2019.

De prijs werd op 23 augustus 2001 tijdens een speech op de universiteit van Oslo door de Noorse regering in het leven geroepen ter gelegenheid van de 200e geboortedag van Niels Henrik Abel (het jaar daarna). Hiermee probeerde men het ontbreken van een echte Nobelprijs in de wiskunde op te vullen. Het aan de prijs verbonden geldbedrag is gelijk aan dat van de Nobelprijzen en deze prijs wordt ook in Zweden en Noorwegen uitgereikt. Het doel van de prijs is de Wiskunde te promoten, waarbij de hoop werd uitgesproken dat de prijs "onderwijs en onderzoek zou versterken en inspireren".

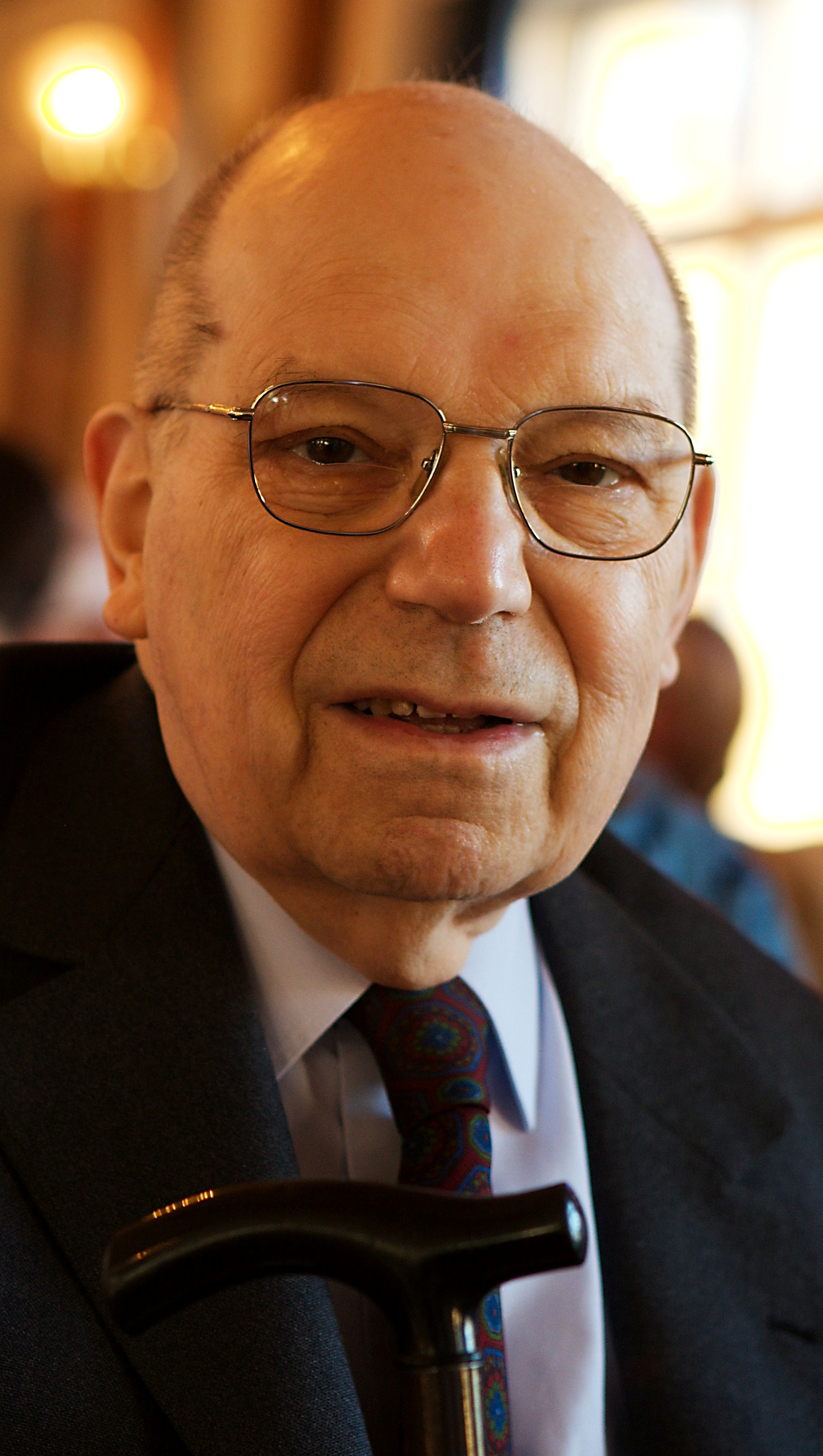
De Belgische winnaar Jacques Tits

Met de komst van de Abelprijs is er een situatie ontstaan waarin er twee belangrijke wetenschapsprijzen op het gebied van de wiskunde bestaan. Volgens sommigen is de Fields-medaille nog steeds de belangrijkste wiskundeprijs. De overeenkomsten tussen de Abelprijs en de Nobelprijzen op het gebied van frequentie, prijzengeld en wijze van uitreiking zijn echter groter, waardoor de Abelprijs, meer dan de Fields-medaille, gezien wordt als de 'Nobelprijs' voor de wiskunde.
John Forbes Nash jr. was de eerste persoon aan wie zowel een Nobelprijs (voor economie) als de Abelprijs is toegekend.

## Lijst van winnaars
| Jaar | Laureaat                                 | Alma mater                                                        |
| ---- | ---------------------------------------- | ----------------------------------------------------------------- |
| 2003 | Jean-Pierre Serre                        | Collège de France                                                 |
| 2004 | Michael Atiyah Isadore Singer            | Universiteit van Edinburgh Massachusetts Institute of Technology  |
| 2005 | Peter Lax                                | Courant Institute of Mathematical Sciences                        |
| 2006 | Lennart Carleson                         | Kungliga Tekniska högskolan                                       |
| 2007 | S. R. Srinivasa Varadhan                 | Courant Institute of Mathematical Sciences                        |
| 2008 | John Griggs Thompson Jacques Tits        | Universiteit van Californië Collège de France                     |
| 2009 | Michail Gromov                           | Institut des hautes études scientifiques                          |
| 2010 | John Tate                                | Universiteit van Texas in Austin                                  |
| 2011 | John Milnor                              | Stony Brookuniversiteit                                           |
| 2012 | Endre Szemerédi                          | Hongaarse Academie van Wetenschappen                              |
| 2013 | Pierre Deligne                           | Institute for Advanced Study                                      |
| 2014 | Yakov Sinai                              | Landau Instituut voor Theoretische Fysica en Princeton University |
| 2015 | John Forbes Nash Jr. Louis Nirenberg     | Princeton-universiteit McGill-universiteit                        |
| 2016 | Andrew Wiles                             | Universiteit van Oxford                                           |
| 2017 | Yves Meyer                               | École normale supérieure                                          |
| 2018 | Robert Langlands                         | Institute for Advanced Study                                      |
| 2019 | Karen Uhlenbeck                          | Brandeis University (Master en PHD)                               |
| 2020 | , Hillel Furstenberg , Grigori Margoelis | Hebreeuwse Universiteit van Jeruzalem Yale-universiteit           |
| 2021 | , László Lovász Avi Wigderson            | ELTE Institute for Advanced Study                                 |
| 2022 | Dennis Sullivan                          | Stony Brookuniversiteit Graduate Center, CUNY                     |
| 2023 | Luis Caffarelli                          | Universiteit van Texas in Austin                                  |
| 2024 | Michel Talagrand                         | Centre national de la recherche scientifique                      |
| 2025 | Masaki Kashiwara                         | Universiteit van Kyoto                                            |